# Unterleinleiter
Unterleinleiter è un comune tedesco di 1 271 abitanti, situato nel land della Baviera.